# Philippe Veyrin
Philippe Veyrin, né le 9 janvier 1900 dans le 6e arrondissement de Lyon et mort le 2 janvier 1962 à Urrugne, est un artiste peintre, historien et bascologue français.
L'historiographie basque franchit une étape importante avec son travail.

## Biographie
Après la mort de sa mère, Philippe Veyrin part à l'âge de deux ans à Saint-Jean-de-Luz et y est élevé par une urrugnar, Thérèse Okelar. En raison de problème de santé, il abandonne ses études universitaires. Érudit bascophile, son activité est liée au musée basque et de l'histoire de Bayonne et à la Société d'études basques (Eusko Ikaskuntza). Avec cette dernière, il participe en 1930 au Ve congrès des études basques à Bergara sur le thème « Art populaire basque ». Il y présente son étude sur les motifs utilisés dans la décoration populaire basque, leur peur de la critique et les généralisations si communes à l'époque.
En 1922, avec ses amis Ramiro Arrue et le commandant Boissel, il fonde le musée basque et de l'histoire de Bayonne.

### Le peintre
Peintre reconnu des années 1920, il présente ses œuvres à de nombreuses expositions de groupes telles que le Salon des indépendants de 1927 à Paris, où l'État lui achète une de ses œuvres les plus connues : La Nive à Saint-Étienne-de-Baigorri. Il sera aussi présent au Salon d'automne de Lyon. Il expose ses toiles à la maison Labadie à Bayonne en 1930, à la galerie Bernheim Jeune à Paris et au musée basque de Bayonne avec Pablo Tillac en 1931, à Saint-Jean-de-Luz en 1932, au musée basque avec Elizaga et Tourrasse en 1933, et à nouveau dans les années suivantes.

### L'historien
Son ouvrage d'histoire le plus notable est Les basques de Labourd, de Soule et de Basse-Navarre. Leur histoire et leurs traditions publié par le musée basque en 1942 et réédité plusieurs fois. Philippe Veyrin y exprime un esprit scientifique romantique et des explications essentialistes qui marque une avancée de l'historiographie basque.
L'Académie française lui décerne le prix Hercule-Catenacci en 1949.
Il publie une collection d'articles dans des revues françaises, anglaises, espagnoles et locales. Philippe Veyrin publie aussi en collaboration avec Martin Elso, Rodney A. Galop, Pedro Garmendia, Jean Ithurriague, le général Aublet et avec des bascologues reconnus tels que Violet Alford, José Miguel de Barandiarán Ayerbe, Aita Donostia, Louis Colas, Saint-Saëns, etc.

## Hommages
Après sa mort, le magazine Gure Herria lui a consacré un numéro spécial avec la participation de Jean Haritschelhar, Alford, Ramiro Arrue, Elso, Iratzeder, Pierre Lafitte Ithurralde, Eugène Goyheneche et Jon Bilbao.
Une rue de Biarritz, l'ancien chemin du Lac Mouriscot, a été renommée en son honneur le 12 juin 1967.

## Publications
- « L'habitation basque. le mobilier basque », in Revista internacional de los estudios vascos (R.I.E.V.), tome XVII, 1926
- La Maison Louis XIV et la Maison de Ville de Saint-Jean-de-Luz, (date ?)
- À travers les proverbes basques, Éditions du Musée basque, Bayonne, 1930, 16 p.
- Études sur l'Art basque, éditions du Musée basque, Bayonne (sans date), Fascicule I, l'Art basque ancien, architecture, décoration, ferronnerie, 28 p.
- Du Dragon de Belzunce et de quelques autres dragons dans le Pays Basque, in Bulletin de la Société des sciences, lettres et arts de Bayonne, 1930
- Wentworth Webster (1828-1907), Éditions du Musée basque, Bayonne, 1930, 29 p.
- « La décoration des fourneaux à charbon de bois au Pays Basque », in L'art populaire en France, 3e année, 1931, Librairie Istra, Strasbourg, 1931, pp. 27-33
- Hommage à Bayonne et au Pays Basque, Éditions du Musée basque, Bayonne, 1933, 102 p.
- Les motifs décoratifs dans l'art populaire basque, Éditions du Musée basque, Bayonne, avec Pedro Garmendia, 1933, 28 p.
- La Croix à virgules dite « croix basque », Éditions du Musée basque, Bayonne, 1936, 52 p.
- « Les moulins à marée du Pays basque », in Bulletin du Musée du Pays basque, Bayonne, 1936, pp. 414-423
- Les Basques de Labourd, de Soule et de Basse-Navarre, leur histoire et leurs traditions, Musée basque, Bayonne, 1943
- Le Svastika courbé et autres motifs virguloïdes dans l'art populaire basque, Strasbourg-Paris, Éditions Le Roux et Cie, 1948
- L'Archéologie héraldique en Pays basque français : La Salle de Suhescun, avec Martin Elso, 19??; 8 p.
- L'Art au Pays Basque, in Visages du Pays Basque, avec Gaétan Bernouille, Jean Ithurriague, Michel Etcheverry, collection « Les nouvelles provinciales », Éditions des Horizons de France, Paris, 1948, 173 p., dessins h. t. par Pablo Tillac
- À propos du Chant de Lelo, in Homenaje à D. Julio de Urquijo e Ybarra, t. I, San Sebastián, 1949, pp. 341-349
- « À propos du turban corniforme », in Boletin de la Real Sociedad Bascongada de Amigos del País, VI, 1950, 4 p.
- Pays basques de France et d'Espagne, avec Rodney Gallop, collection « Belles Pages », Arthaud, Paris-Grenoble, 1951, 126 p. + 78 héliogravures en noir
- L'Art basque ancien : architecture, décoration, ferronnerie, Éditions du Musée basque, Bayonne, 1926, 28 p.
- Les Basques de Labourd, de Soule et de Basse Navarre, leur histoire et leurs traditions, Arthaud, Grenoble, 1955, 340 p.
- « La légende dans l'histoire des basques », in Gure Herria, 1955, no 1, pp. 41-50, et no 2, pp. 67-78.
- Recherches sur l'art populaire basque, (date ?)
- Les Basques de Labourd, de Soule et de Basse-Navarre, leur histoire et leurs traditions, Arthaud, 1975, 366 p. (ISBN 2-7003-0038-6)
- (en) The Basques of Lapurdi, Zuberoa, and Lower Navarre: Their History, Center for Basque Studies, University of Nevada, Reno, 2011, 431 pages